# Chuck Connors
Pour les articles homonymes, voir Connors.
Chuck Connors, de son vrai nom Kevin Joseph Aloysius Connors, est un acteur, joueur de basket-ball et de baseball professionnel américain, né le 10 avril 1921 à Brooklyn, New York, et mort d'un cancer du poumon le 10 novembre 1992  à Los Angeles, en Californie (États-Unis),.

## Biographie
Connors nait le 10 avril 1921 à Brooklyn, dans l'état de New York, fils de Marcella (née Londrigan) et d'Alban Francis "Allan" Connors, immigrants irlandais originaires de Terre-Neuve-et-Labrador. Il avait une sœur, Gloria, qui était sa cadette de deux ans. 
Son père est devenu citoyen des États-Unis en 1914 et travaillait à Brooklyn comme débardeur, sa mère a également obtenu sa citoyenneté américaine en 1917.
Connors était un admirateur passionné des Dodgers de Brooklyn et espérait rejoindre l'équipe un jour. Athlète doué, il décroche une bourse de l'Université Adelphi, dont il obtiendra le diplôme en 1939. 
Il a choisi ensuite l'Université Seton Hall, dans le New Jersey. Là, il a joué au basketball et au baseball, et c’est là aussi qu’il a changé de nom. Depuis son enfance, Connors n'aimait pas son prénom, Kevin, et il avait cherché un autre nom. Il a essayé d'utiliser Lefty et Stretch avant de finalement opter pour Chuck.
Connors, cependant, quitte Seton Hall deux ans plus tard pour devenir jouer de baseball professionnel. Il a joué dans deux équipes de ligues mineures en 1940 et 1942, puis a rejoint l'armée des États-Unis lors de la Seconde Guerre mondiale. Pendant la majeure partie de la guerre, il a exercé les fonctions d'instructeur des chars au Fort Campbell, situé à la frontière entre le Kentucky et le Tennessee, et plus tard au West Point, à New York.
Connors délaisse le sport professionnel afin de poursuivre une carrière d'acteur. Il a été repéré par un directeur de casting de MGM et se fait remarquer dans Mademoiselle Gagne-Tout en 1952, où il incarne le rôle de capitaine de police. En 1953, il joue au côté de Burt Lancaster, incarnant un soldat rebelle de la Marine dans Le Bagarreur du Pacifique, puis incarnant un entraîneur de football aux côtés de John Wayne dans Un homme pas comme les autres l'année suivante.
Sa carrière au cinéma et à la télévision dura quarante ans et son plus grand succès fut le rôle de Lucas McCain dans la série télévisée diffusée sur le réseau ABC L'Homme à la carabine (1958-1963).
Gros fumeur, il meurt le 10 novembre 1992 à l'âge de 71 ans d'un cancer du poumon.

## Filmographie

### Comme acteur
- 1952 : Mademoiselle gagne tout (Pat and Mike) de George Cukor : Police captain
- 1953 : Un Homme pas comme les autres (Trouble Along the Way), de Michael Curtiz : Stan Schwegler
- 1953 : Code Two (en) : Deputy Sheriff
- 1953 : Le Bagarreur du Pacifique (South Sea Woman) de Arthur Lubin : Pvt. Davey White
- 1954 : Dragonfly Squadron de Lesley Selander : Capt. Warnowski
- 1954 : Alibi meurtrier (Naked Alibi) de Jerry Hopper : Capt. Owen Kincaide
- 1954 : Dans les bas-fonds de Chicago (The Human Jungle) de Joseph M. Newman : Earl Swados
- 1955 : Dix Hommes pour l'enfer (Target Zero) de Harmon Jones : Pvt. Moose
- 1955 : Three Stripes in the Sun (en) de Richard Murphy : Idaho
- 1955 : Bonjour Miss Dove de Henry Koster : Bill Holloway
- 1956 : Walk the Dark Street (en) de Wyott Ordung : Frank Garrick
- 1956 : Le Bataillon dans la nuit (Hold Back the Night) de Allan Dwan : Sgt. Ekland
- 1956 : Hot Rod Girl (en) de Leslie Martinson : Det. Ben Merrill
- 1957 : Tomahawk Trail (en) de Lesley Selander : Sgt. Wade McCoy
- 1957 : La Femme modèle (Designing Woman) de Vincente Minnelli : Johnnie 'O'(VF: Jacques Hilling)
- 1957 : Death in Small Doses (en) de Joseph M. Newman : Mink Reynolds
- 1957 : The Hired Gun (en) de Ray Nazarro : Judd Farrow
- 1957 : Fidèle Vagabond (Old Yeller) de Robert Stevenson : Burn Sanderson
- 1958 : Madame et son pilote (The Lady Takes a Flyer) de Jack Arnold : Phil Donahoe
- 1958 : Les Grands Espaces (The Big Country) de William Wyler : Buck Hannassey (VF: Raymond Loyer)
- 1958 : L'Homme à la carabine (série télévisée)
- 1962 : Geronimo d'Arnold Laven : Geronimo
- 1963 : Flipper de James Clark : Porter Ricks (VF: Michel Gatineau)
- 1963 : Arrest and Trial (en) (série télévisée) : Attorney John Egan
- 1963 : Pousse-toi, chérie (Move Over, Darling) de Michael Gordon : Stephen Burkett, aka Adam (VF: Jean Pierre Duclos)
- 1965 : Synanon (en) de Richard Quine : Ben
- 1965 : Le proscrit (série télévisée)
- 1966 : Marqué au fer rouge (Ride Beyond Vengeance) de Bernard McEveety : Jonas Trapp, the Tiger
- 1966 : Blade Rider, Revenge of the Indian Nations : Jason McCord
- 1967 : Cowboy in Africa (en) (série télévisée) : Jim Sinclair (1967-1968)
- 1968 : Tuez-les tous... et revenez seul ! (Ammazzali tutti e torna solo) de Enzo G. Castellari : Clyde
- 1969 : Le Capitaine Nemo et la ville sous-marine (Captain Nemo and the Underwater City) de James Hill : Senator Robert Fraser (VF: Jean Claude Michel)
- 1971 : Les Dynamiteros (The Deserter) de Niska Fulgozi : Reynolds
- 1971 : Tueur malgré lui (Support Your Local Gunfighter) de Burt Kennedy : 'Swifty' Morgan
- 1971 : The Birdmen (en) (TV) : Colonel Morgan Crawford
- 1971 : Le Virginien (TV) saison 9 épisode 16 (The animal) : Gustaveson
- 1972 : Baraka à Beyrouth (Embassy) de Gordon Hessler : Kesten
- 1972 : Les Orgueilleux (The Proud and the Damned) : Will Hansen
- 1972 : Night of Terror (TV) : Brian DiPaulo
- 1972 : Pancho Villa (en) de Eugenio Martín : Col. Wilcox
- 1973 : Set This Town on Fire (TV) : Buddy Bates
- 1973 : The Horror at 37,000 Feet (TV) : Captain Ernie Slade
- 1973 : Police Story (TV) : Slow Boy
- 1973 : Soleil vert (Soylent Green) de Richard Fleischer : Tab Fielding (VF: Jean Claude Balard)
- 1973 : Le Détraqué (The Mad Bomber) de Bert I. Gordon : William Dorn (VF: Jean Claude Balard)
- 1974 : Refroidi à 99% (99 and 44/100% Dead), de John Frankenheimer : Marvin 'Claw' Zuckerman (VF: Marc De Georgie)
- 1975 : Le Loup des mers (Il lupo dei mari) de Giuseppe Vari : Wolf-Larsen
- 1975 : L'Homme qui valait trois milliards (série) (Saison 3-Episode 3) : Niles Lingstrom
- 1976 : Banjo Hackett: Roamin' Free (en) (TV) : Sam Ivory
- 1976 : Cauchemar au pénitencier (en) (Nightmare in Badham County) (TV) : Sheriff Danen
- 1977 : Racines (Roots) (feuilleton TV) : Tom Moore (VF: Claude Joseph)
- 1977 : The Night They Took Miss Beautiful (TV) : Mike O'Toole
- 1978 : Standing Tall (TV) : Major Roland Hartline
- 1979 : Bordello (TV) : Jonathan Dalton
- 1979 : Le Piège (Tourist Trap) de David Schmoeller : M. Slausen (VF: Claude Bertrand)
- 1979 : Le Jour des assassins (Day of the Assassin) : Fleming
- 1980 : Virus (Fukkatsu no hi) : Captain McCloud (VF: Michel Barbey)
- 1981 : Las Mujeres de Jeremías : Jonathan Dalton
- 1982 : The Vals de James Polakoff : Trish's Father
- 1982 : The Capture of Grizzly Adams (TV) : Frank Briggs
- 1982 : Jugando con la muerte : Sam Fisher
- 1982 : Y a-t-il enfin un pilote dans l'avion ? (Airplane II: The Sequel) : le sergent (VF: Jacques Richard)
- 1983 : Balboa : Alabama Dern
- 1983 : The Yellow Rose (en) (série télévisée) : Jeb Hollister
- 1985 : All American Cowboy (TV)
- 1987 : Le Commando de la terreur (en) (Terror Squad) : Chief Rawlings
- 1987 : Eroi dell'inferno (it) : Senator Morris
- 1987 : Maniac Killer : Roger Osborne
- 1987 : Revolution Class (en) (Summer Camp Nightmare) : M. Warren
- 1987 : La Malédiction du loup-garou (Werewolf) : Captain Janos Skorzeny
- 1987 : Sakura Killers de Richard Ward : The Colonel
- 1988 : Trained to Kill : Ed Cooper
- 1988 : Taxi Killer (it)
- 1988 : Le Dernier Western (Once Upon a Texas Train) (TV) : Nash Crawford
- 1989 : Skinheads (en) de Greydon Clark : M. Huston
- 1989 : High Desert Kill (en) (TV) : Stan Brown
- 1990 : Face the Edge
- 1990 : L'Ultimo volo all'inferno : Red Farley
- 1991 : 3 Days to a Kill (TV) : Capt. Damian Wright
- 1991 : Salmonberries (en) : Bingo Chuck
- 1991 : The Gambler Returns: The Luck of the Draw (en) (TV) : Lucas McCain